# Lada Ellada
LADA Ellada (или просто EL Lada) — первый серийный российский электромобиль производства «АвтоВАЗа», всего было собрано около 100 машин пилотной партии. Построен на шасси LADA Kalina. В 2011 году впервые показан публике.

## История
Разработкой и продвижением проекта занимались Евгений Шмелёв, Сергей Курдюк, Сергей Аманов, Александр Свиридов (руководитель проекта производства экспериментальной партии), Сергей Ивлев («АвтоВАЗ»); Георгий Ефремов и Дмитрий Толмачёв (Ставропольский край).
Разработка обошлась в 10 млн €, а стоимость серийного образца составляет 1,25 млн рублей (30 тыс. евро на начало 2013 года).
В декабре 2012 года объявили, что около ста машин поставятся в Ставропольский край, где будут использоваться как такси, при этом администрация Ставрополья должна была субсидировать предприятию половину стоимости автомобиля. 22 января 2013 года АвтоВАЗ отгрузил первые пять электромобилей LADA Ellada из партии автотранспортному предприятию «Автоколонна 1721» в городе-курорте Кисловодске. Однако из-за разногласий администрации Ставрополья и  АвтоВАЗа дальнейшие поставки не осуществлялись. Кроме того, администрацией не была построена инфраструктура зарядных станций — на весь Кисловодск только три станции. Партнёром по строительству зарядных станций выступила фирма Ensto.  К 2015 году пять используемых как такси автомобиля проехали по 50—70 тыс. км.
Пилотная партия из ста машин была всё же выпущена.
40 машин переданы дилерам Центрального и Южного федеральных округов в качестве тестовых — для изучения спроса, а ещё около 40 остались на «АвтоВАЗе». В начале января 2014 года решено продать электромобили дилерам практически по себестоимости — 960 тысяч рублей, но продажа осуществлялась только юридическим лицам, (чтобы завод мог наблюдать эксплуатацию автомобилей).
Известно, что первый частный автомобиль приобрёл глава «Ростехнологий» С. В. Чемезов, кроме того владельцем автомобиля в 2012 году стал король Иордании, а в 2014 году автомобиль приобрёл глава «Минпромторга» Денис Мантуров.

## Характеристики
На электромобиле используются литий-железо-фосфатные аккумуляторы энергоёмкостью 23 кВт·час. Масса аккумуляторов составляет 2×120=240 кг. Срок службы — 3000 циклов. Заряда батареи хватает на 140 км пробега. Время заряда батареи от бытовой сети — восемь часов.
Электродвигатель и сопутствующая бортовая электроника создана швейцарской фирмой «MES», бортовое зарядное устройство также из Швейцарии, фирмы «Бруса». Силовые аккумуляторы произведены в Китае.
В разработке предполагалось использовать аккумуляторы российской компании Лиотех, но в итоге, в серийной Ладе тяговая АКБ набрана из 79 компактных батарей китайской компании Thunder Sky.

## Оценки
Официальный запас хода на одной зарядке у модели равен 150 км. Как показала эксплуатация тестовых машин как такси в Кисловодске, такой запас хода сохраняется только при положительной температуре воздуха, а при низкой температуре воздуха (хотя бы до −5 °C) ёмкость батарей заметно снижается, что сокращает пробег до 100 км, а при включении отопления, подогрева стёкол и сидений — до 50—70 км.
Кроме того, на расход влияет стиль езды и пользование приборами освещения — так, при самом неэкономичном режиме заряда хватает на 45 км.
Также заводом ведутся исследования на предмет влияния на расход энергии и различных видов шин, и, как показали тесты журнала «За рулём», на разных шинах запас хода может отличаться на 30 км.
В ходе автопробега из Краснодара до Анапы электромашины преодолевали 207 километров без подзарядки. При этом, по информации автожурналистов, автомобиль экономичен  — стоимость полной «заправки» батареи составляет около 80 рублей (ёмкость батареи 23 кВт·ч, стоимость киловатт-часа для физических лиц в Кисловодске 3,44 рубля).

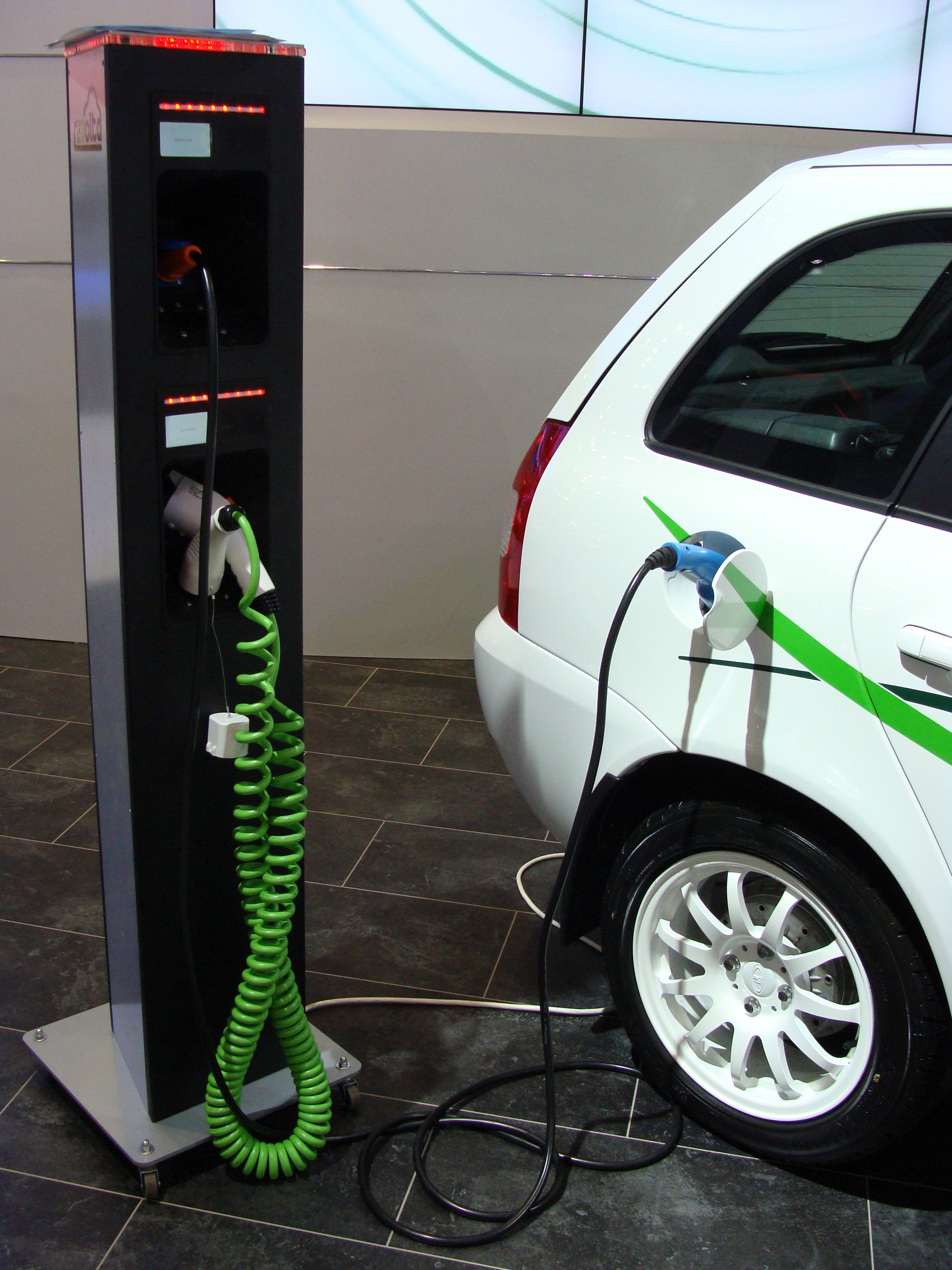
Зарядное устройство
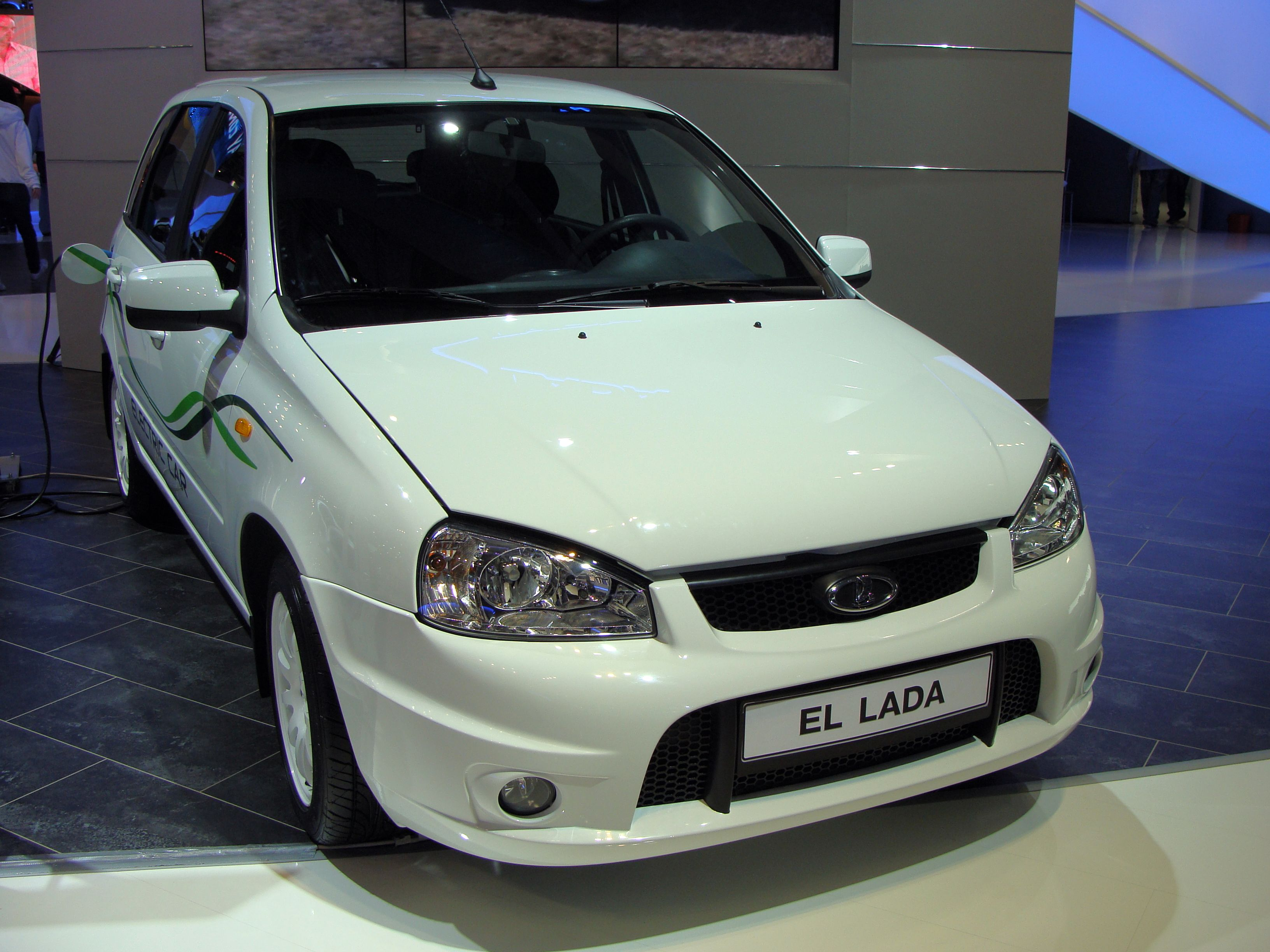
LADA Ellada
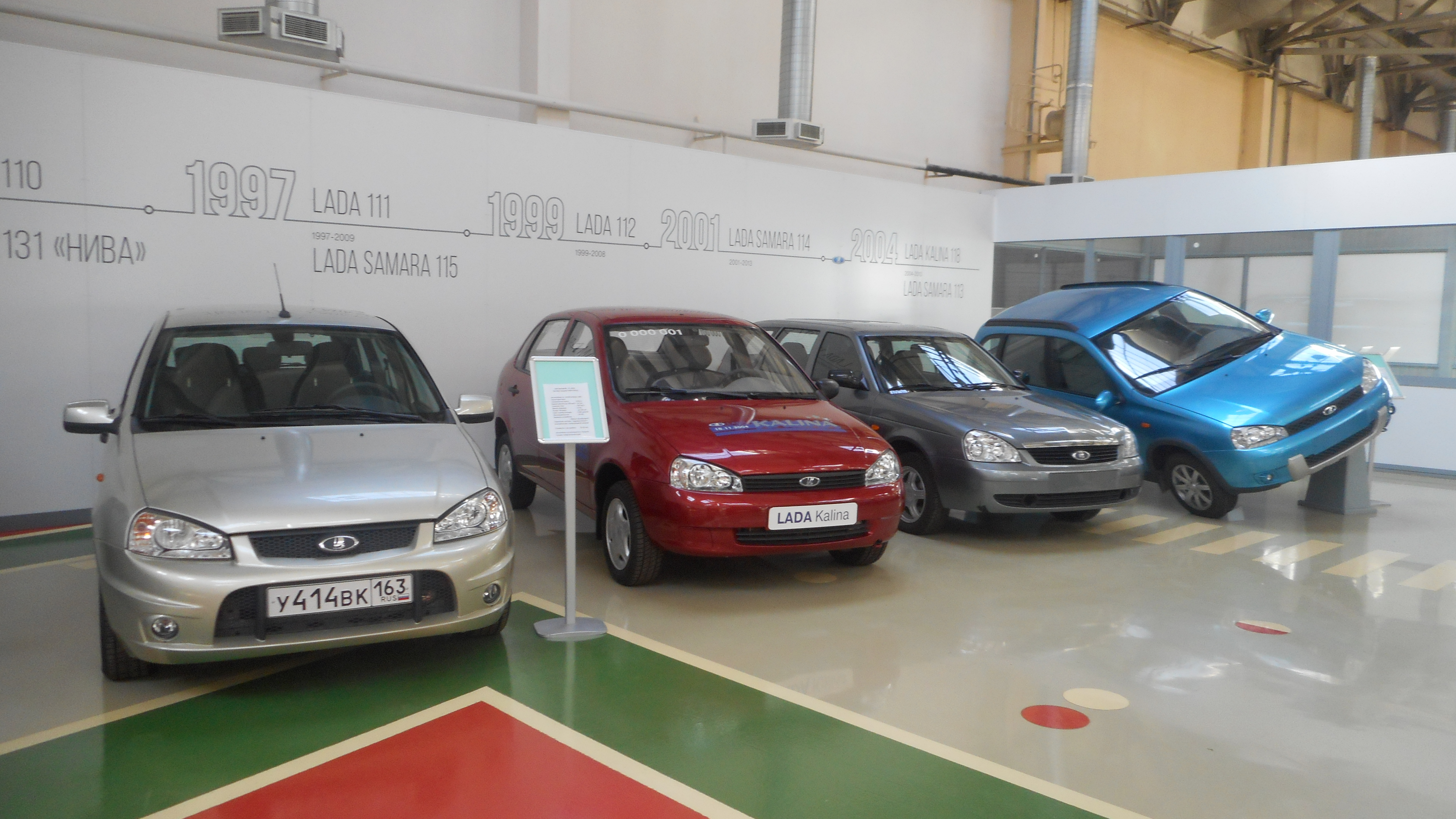
El Lada, музей истории ВАЗа.
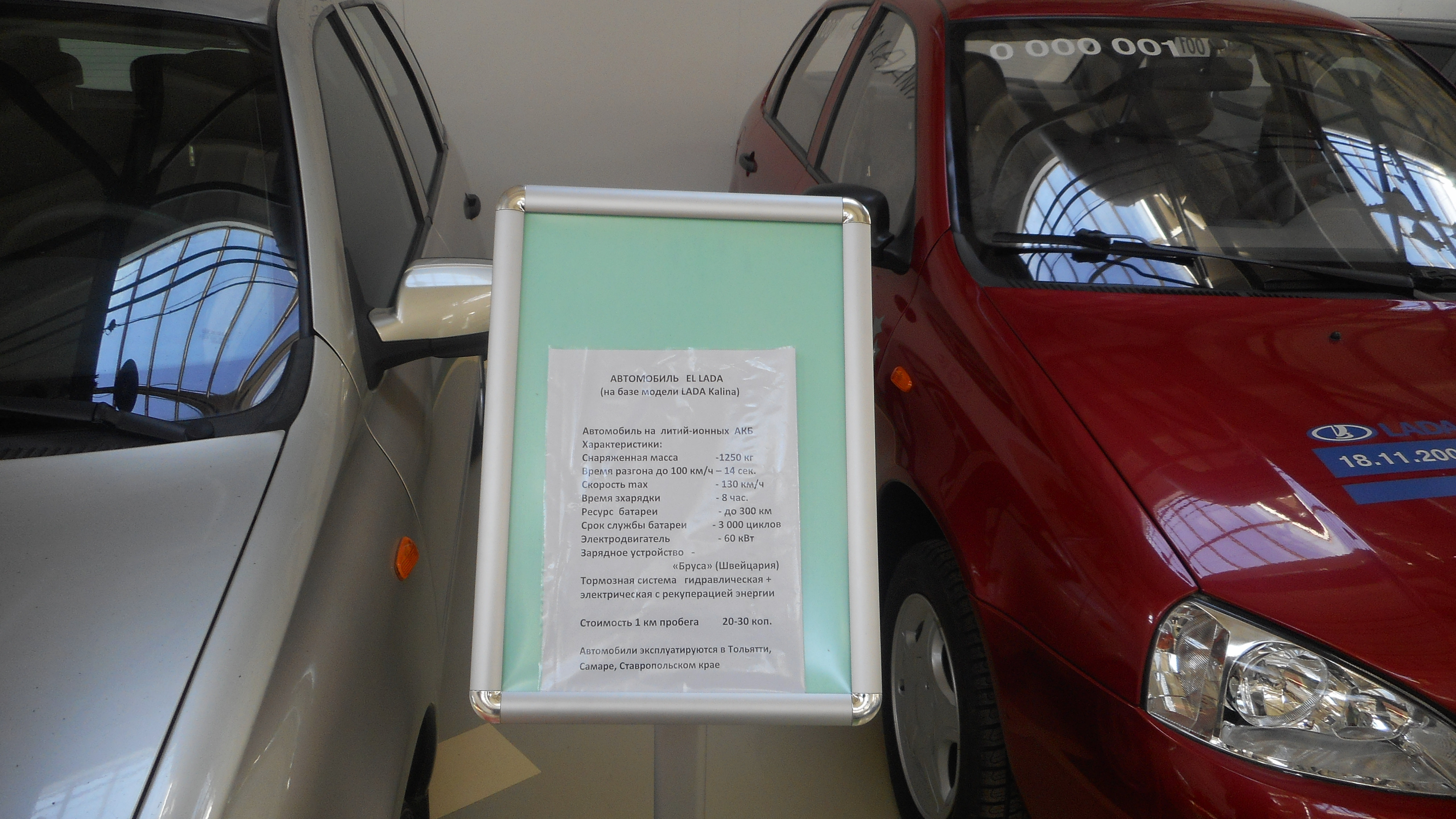
El Lada, музей истории ВАЗа.

## Статьи
- Сергей Арбузов - Lada EL LADA: Крах инженера Прохорова, Авто.ру, 24 марта 2014
- И.Кишкурно - Электромобиль El Lada в реальной эксплуатации: изучаем опыт, Автомобильный журнал «КОЛЕСА».
- Представление Lada Ellada на выставке Rusnanotech 2011.
- Вести: «АвтоВАЗ» выпустит 100 электрокаров Lada Ellada в 2012 году.